# Soul Provider
Soul Provider  é o sexto álbum de estúdio do músico, cantor e compositor estadunidense Michael Bolton, lançado em 1989. Com este álbum, o cantor tornou-se mundialmente conhecido. Em 1989, a canção "How Am I Supposed to Live Without You"  ganhou o Grammy na categoria Melhor performance vocal pop masculino.
Desse álbum a canção "How Am I Supposed to Live Without You" foi incluída na trilha sonora internacional da novela "Gente Fina", exibida pela TV Globo em 1990, como tema da personagem "Kika", interpretada por Lizandra Souto.

## Faixas
1. "Soul Provider"  (Michael Bolton, Andrew Goldmark) 4:28
2. "Georgia On My Mind"  (Hoagy Carmichael, Stuart Gorrell) 4:58
3. "It's Only My Heart" (Bolton, Diane Warren) 4:33
4. "How Am I Supposed to Live Without You"   (Bolton, Desmond Child) 4:50
5. "How Can We Be Lovers?"  (Bolton, Child, Warren) 3:57
6. "You Wouldn't Know Love"  (Bolton, Warren) 3:55
7. "When I'm Back on My Feet Again"   (Warren) 3:50
8. "From Now On"  (Bolton, Eric Kaz) 4:09
9. "Love Cuts Deep"  (Bolton, Child, Warren) 3:51
10. "Stand Up for Love"   (Bolton, Barry Mann, Cynthia Weil) 4:44

## Desempenho nas paradas

### Álbum
| Paradas (1989) | Melhor posição |
| -------------- | -------------- |
| Billboard 200  | 3              |

### Singles
| Ano  | Single                                  | Parada                           | Posição |
| ---- | --------------------------------------- | -------------------------------- | ------- |
| 1989 | "How Am I Supposed to Live Without You" | Adult Contemporary               | 1       |
| 1989 | "How Am I Supposed to Live Without You" | Billboard Hot 100                | 1       |
| 1989 | "Soul Provider"                         | Adult Contemporary               | 3       |
| 1989 | "Soul Provider"                         | Hot R&B/Hip-Hop Singles & Tracks | 71      |
| 1989 | "Soul Provider"                         | Billboard Hot 100                | 17      |
| 1990 | "Georgia On My Mind"                    | Adult Contemporary               | 6       |
| 1990 | "Georgia On My Mind"                    | Billboard Hot 100                | 36      |
| 1990 | "How Can We Be Lovers?"                 | Adult Contemporary               | 3       |
| 1990 | "How Can We Be Lovers?"                 | Billboard Hot 100                | 3       |
| 1990 | "When I'm Back on My Feet Again"        | Adult Contemporary               | 1       |
| 1990 | "When I'm Back on My Feet Again"        | Billboard Hot 100                | 7       |